# Pervaja Liga 1940
In 1940 werd de vijfde editie van de Pervaja Liga gespeeld, de tweede hoogste divisie voor voetbalclubs uit de Sovjet-Unie. In deze tijd heette de competitie nog Groep B.  De competitie werd gespeeld van 2 mei tot 27 november. Krasnaja Zarja Leningrad werd kampioen.
Stroitel Bakoe verving Temp Bakoe en Pisjtsjevik Odessa verving Dinamo Odessa. Krasnaja Zarja speelde vorig jaar nog als Elektrik Leningrad in de hoogste klasse. 

## Eindstand
| Plaats | Club                     | Wed. | W  | G | V  | Saldo | Ptn. |
| ------ | ------------------------ | ---- | -- | - | -- | ----- | ---- |
| 1.     | Krasnaja Zarja Leningrad | 26   | 15 | 5 | 6  | 54:36 | 35   |
| 2.     | Spartak Leningrad        | 26   | 13 | 8 | 5  | 46:29 | 34   |
| 3.     | Stroitel Bakoe           | 26   | 12 | 7 | 7  | 39:29 | 3    |
| 4.     | Dinamo Charkov           | 26   | 12 | 5 | 9  | 44:37 | 29   |
| 5.     | Pisjtsjevik Odessa       | 26   | 12 | 4 | 10 | 49:40 | 28   |
| 6.     | Dinamo Minsk             | 26   | 10 | 6 | 10 | 42:41 | 26   |
| 7.     | Lokomotiv Kiev           | 26   | 11 | 4 | 11 | 33:34 | 26   |
| 8.     | Soedostroitel Nikolajev  | 26   | 9  | 8 | 9  | 25:31 | 26   |
| 9.     | Torpedo Gorki            | 26   | 8  | 9 | 9  | 44:47 | 25   |
| 10.    | Boerevestnik Moskou      | 26   | 10 | 5 | 11 | 28:31 | 25   |
| 11.    | Avangard Leningrad       | 26   | 12 | 1 | 13 | 40:51 | 25   |
| 12.    | Pisjtsjevik Moskou       | 26   | 7  | 6 | 13 | 31:40 | 20   |
| 13.    | SelMasj Charkov          | 26   | 6  | 5 | 15 | 41:53 | 17   |
| 14.    | Spartak Jerevan          | 26   | 4  | 9 | 13 | 25:42 | 17   |

|  | Kampioen |
|  | Promotie |

De toenmalige namen worden weergegeven, voor clubs uit nu onafhankelijke deelrepublieken wordt de Russische schrijfwijze weergegeven zoals destijds gebruikelijk was, de vlaggen van de huidige onafhankelijke staten geven aan uit welke republiek de clubs afkomstig zijn. 

### Kampioen
| Groep B 1940                                 |
| Russische SSR                                |
| -------------------------------------------- |
| KRASNAJA ZARJA LENINGRAD Kampioen (1° titel) |